# Eldeniz Salimov
Eldeniz Salimov est un homme politique azerbaïdjanais, membre des VIe, VIe législatures de l'Assemblée nationale d'Azerbaïdjan.

## Biographie
Eldeniz Salimov est né le 2 octobre 1976 à Xaçmaz. Il est diplômé de la faculté des finances et du crédit de l'Université d'État du Daghestan.
Il parle russe.

### Carrière
Il est membre du comité de politique agraire  de l'Assemblée nationale. Il est membre de groupes de travail sur les relations avec les parlements de l'Australie et de la Nouvelle-Zélande, de la Biélorussie, des Émirats arabes unis, de la Chine, de l'Italie, du Canada, du Kazakhstan, du Luxembourg.
Le 27 décembre 2021, il a été condamné à 3 ans et 6 mois de prison et son mandat de député a été résilié.

### Famille
Eldeniz Salimov est marié et a deux enfants.

## Prix
- Médaille de Taraggui
- Médaille du jubilé du 100e anniversaire de la République Démocratique d'Azerbaïdjan (1918-2018)